# Fredriksfors
Fredriksfors är en småort (tätort 1995, 2015 och 2018) i Delsbo socken i Hudiksvalls kommun, Gävleborgs län. Orten ligger vid riksväg 84, cirka 2 kilometer sydost om Delsbo.

## Befolkningsutveckling
| Befolkningsutvecklingen i Fredriksfors 1990–2015                                                                                               | Befolkningsutvecklingen i Fredriksfors 1990–2015 | Befolkningsutvecklingen i Fredriksfors 1990–2015 | Befolkningsutvecklingen i Fredriksfors 1990–2015 | Befolkningsutvecklingen i Fredriksfors 1990–2015 |
| --- | ------------------------------------------------ | ------------------------------------------------ | ------------------------------------------------ | ------------------------------------------------ |
| |                                                  |                                                  |                                                  |                                                  |
| År |                                                  |                                                  | Folkmängd                                        | Areal (ha)                                       |
| 1990 | 1990                                             |                                                  | 200                                              | 47#                                              |
| 1995 | 1995                                             |                                                  | 215                                              | 58                                               |
| 2000 | 2000                                             |                                                  | 193                                              | 59#                                              |
| 2005 | 2005                                             |                                                  | 189                                              | 60#                                              |
| 2010 | 2010                                             |                                                  | 184                                              | 60#                                              |
| 2015 | 2015                                             |                                                  | 224                                              | 87                                               |
| Anm.: 1990 som Fredriksfors, Jobsmyra samt södra delen av Gåsbacka. Ny tätort 1995. Ombildad till småort 2000. Åter tätort 2015. # Som småort. |                                                  |                                                  |                                                  |                                                  |